# Tor Kamata
McRonald Kamaka, meglio conosciuto con il ring name di Tor Kamata (Hawaii, 9 marzo 1937 – Saskatoon, 23 luglio 2007), è stato un wrestler statunitense.
Nel corso della sua carriera militò in svariate promozioni di wrestling, conquistando numerosi titoli dei pesi massimi e di coppia. Si contraddistinse tra gli appassionati della disciplina grazie alle sue caratteristiche e frequenti scorrettezze all'interno del ring, che includevano lo sfregare sostanze come il sale negli occhi degli avversari.

## Carriera
Dopo aver lasciato la United States Air Force Kamaka fece ritorno nelle Hawaii, dove venne convinto dal promotore Ed Francis ad intraprendere una carriera nel wrestling professionistico. Come molti altri wrestler heel dell'epoca interpretò un personaggio giapponese pur non provenendo effettivamente dal Paese del Sol levante; gli fu quindi dato il ring name di Tor Kamata, in riferimento a Tomas De Torquemada dell'Inquisizione spagnola. Combatté anche come Mr. Moto presso la American Wrestling Association, dove vinse un titolo di coppia AWA assieme a Mitsu Arakawa. Negli anni sessanta acquisì una certa popolarità il suo "judo chop", tra le sue mosse caratteristiche e menzionato addirittura da Snoopy in una striscia del fumetto Peanuts. Tale mossa fu ripresa anche diverso tempo dopo nella serie di film dedicata ad Austin Powers.
Nei primi anni settanta fece parte della promozione canadese Stampede Wrestling, dove fu tre volte campione nordamericano dei pesi massimi ed ebbe una faida con Dan Kroffat.
Tra il 1976 ed il 1977 combatté invece nella nascente World Wide Wrestling Federation. Con al suo fianco Freddie Blassie nelle vesti di manager, ebbe due memorabili match contro un giovane Bob Backlund, che da lì a poco tempo sarebbe divenuto campione WWWF. Nel loro primo incontro Kamata buttò del sale negli occhi dell'avversario, evento che pose le basi per un Texas Death match trasmesso in televisione il 7 maggio 1977. Nella loro rivincita Kamata ricorse nuovamente alla medesima scorrettezza: Backlund utilizzò quindi la camicia dell'arbitro per pulirsi gli occhi, prima di colpire lo sfidante con un atomic knee drop che gli valse la vittoria. Si trattava di un periodo di transizione in termini di cinture, poiché Superstar Billy Graham aveva appena sconfitto il longevo campione Bruno Sammartino mentre Backlund era nel bel mezzo del push che lo avrebbe reso sfidante numero uno al titolo.

## Vita personale
Kamata praticò la lotta libera durante la sua adolescenza e svolse l'occupazione di buttafuori prima di divenire un wrestler. Si unì tra l'altro alla United States Air Force, allenandosi a fianco di lottatori amatoriali durante una permanenza in Turchia.
Negli anni settanta si trasferì in Canada, dove affiancò la carriera nell'imprenditoria a quella sportiva. Aprì quindi due ristoranti, uno a Calgary e un altro a Saskatoon, nonché un centro di shiatsu. Da tempo affetto di problemi al cuore, si spense a Saskatoon il 23 luglio 2007 all'età di 70 anni.

## Personaggio

### Mosse finali
- Big Splash

### Manager
- Fred Blassie[1]
- The Great Mephisto

## Titoli e riconoscimenti
- All Japan Pro Wrestling
  - PWF World Heavyweight Championship (1)

- American Wrestling Association
  - AWA World Tag Team Championship (1) - con Mitsu Arakawa

- Central States Wrestling
  - NWA North America Tag Team Championship (Central States version) (1) - con Luke Brown[3][4]

- Mid-Atlantic Championship Wrestling
  - NWA Southern Tag Team Championship (Mid-Atlantic version) (4) - con Kinji Shibuya (2) e Duke Keomuka (2)

- NWA Los Angeles
  - NWA "Beat the Champ" Television Championship (3)

- NWA Mid-Pacific Promotions
  - NWA Hawaii Heavyweight Championship (2)
  - NWA North American Heavyweight Championship (Hawaii version) (1)
  - NWA Pacific International Heavyweight Championship (1)

- NWA New Zealand
  - NWA Australasian Tag Team Championship (3) - con Baron Von Krupp (1), Ox Baker (1) e General Hiro (1)
  - NWA New Zealand British Empire Heavyweight Championship (1)

- NWA Mid-America
  - NWA Southern Tag Team Championship (Mid-America version) (1) - with Tojo Yamamoto

- Stampede Wrestling
  - Stampede International Tag Team Championship (1) - con Sugi Sito
  - Stampede North American Heavyweight Championship (3)[1]
  - Stampede Wrestling Hall of Fame[5]

- Western States Alliance
  - WSA Western States Tag Team Championship (2) - con Woody Farmer e Kalalua[6]
- World Wrestling Association
  - WWA World Tag Team Championship (3) - con Mitsu Arakawa[7]

- Worldwide Wrestling Associates / NWA Hollywood Wrestling
  - NWA World Tag Team Championship (Los Angeles version) (1) - con Kamalamala
  - WWA Americas Tag Team Championship (1) - con Freddie Blassie
  - NWA International Television Tag Team Championship (5) - con Hans Hermann (1), Freddie Blassie (2), Bearcat Wright (1) and Kintaro Ohki (1)

- World Wrestling Council
  - WWC Puerto Rico Heavyweight Championship (1)